# Павлоградский округ
Павлоградский округ (укр. Павлоградська округа) — единица административного деления Украинской ССР, существовавшая с апреля 1923 по июнь 1926 года. Административный центр — город Павлоград.
Образован в 1923 году в составе Екатеринославской губернии.
1 августа 1925 года губернии на Украине были упразднены и округ перешёл в прямое подчинение Украинской ССР.
20 июля 1926 года Павлоградский округ был расформирован с отнесением территорий к Харьковскому (Лозовской, Близнецовский районы) и Екатеринославскому округам (который сразу после этого был переименован в Днепропетровский округ).

## Административное деление
По данным на 1 января 1926 года округ делился на 12 районов:
- Близнецовский район, центр — Близнецы (посёлок).[1]
- Богдановский район, центр — село Богдановка.[1]
- Васильковский район, центр — село Васильковка.[1]
- Григорьевский район, центр — село Григорьевка.[1]
- Знаменовский район, центр — местечко Знаменовка.[1]
- Лозовский район, центр — село Лозовая.[1]
- Межевский район, центр — село Межевая.[1]
- Павлоградский район, центр — город Павлоград.[1]
- Перещепинский район, центр — село Перещепино.[1]
- Петропавловский район, центр — местечко Петропавловка.[1]
- Синельниковский район, центр — Синельниково.[1]
- Юрьевский район, центр — село Юрьевка.[1]

Всего на 1 января 1926 года в УССР были: 41 округ и МАССР, 636 районов, 9 307 сельсоветов, 78 городов, 39 310 селений, в которых было 4 828 200 дворов.

## Исполнительный комитет Павлоградского окружного Совета
Председатели окрисполкома:
- 1923—1924 — Разумов.
- ? — 1926 — Шолох Г. Н.

## Павлоградский окружной комитет КП(б)У
Ответственные секретари окркома:
- 1925—1926 — Барабанов Н. С. (член партии (РСДРП) с 1917, годы жизни — ?)

## Окружная прокуратура
Прокуроры:
- 1923—1924 — Арсеньев А. В.
- ? — 1926 — Овчинкин Д. М.

## Павлоградский окружной Суд
Председатели:
- ? — 1926 — Румянцев, Иван Фёдорович (?; 1895—1938).